# Ytterstfors AB
Ytterstfors AB var inledningsvis ett moderbolag till Ytterstfors såg och Ytterstfors glasbruk, då under namnet Ytterstfors bruks- och sågverksintressenter (1846). Då Eric Lindemark avled 1844 ägde han två sjundedelar (28,57 %) av dessa verksamheter.
Bolaget ombildades till ett aktiebolag, Ytterstfors AB, 1874 och inkluderade då, förutom verksamheterna i Ytterstfors, även Carlsfors såg och Furuögrund såg. Huvudkontoret låg i Ytterstfors, nuvarande Byske. Aktiekapitalet uppgick då till 405 000 kr.
Ytterligare en omorganisation gjordes och från 1894 blev namnet Ytterstfors trävaruaktiebolag. Aktiekapitalet uppgick då till 500 000 kr. Ägare var 1899 Isak O. Nyblad (20 aktier), Fr. Bergenholst (10 aktier), N. Ringstrand (20 aktier), Unander-Scharin (20 aktier), M. Adlerstam (10 aktier) och Uno Norman (20 aktier). I styrelsen satt konsul Egil Unander-Scharin (Umeå), jägmästare N. G. Ringstrand (Burträsk) och disponentdirektör Uno Norman (Byske). Norman var även bolagets verkställande direktör.
Aktiekapitalet utökades 1907 till två miljoner kr och då tillkom Foy Morgan & Co som ägare, denne representerades av Norman. År 1915 ägde företaget:
- Ytterstfors sliperi (massafabrik)
- Ytterstfors kraftstation och dammbyggnad
- Kraftledning och transformator från Skellefteå
- Ytterstfors linbana
- Sliperibyggnad vid Furuögrund hamn
- Ytterstfors elektriska sågverk (drevs med elektricitet från Finnfors kraftstation[1])
- Ytterstfors kvarnhus
- Furuögrund ångsåg

samt hemman och lägenheter i Byske socken, Jörns socken, Piteå socken, Arvidsjaurs socken och Arjeplogs socken. Dessutom ägdes hemmansdelar i socknarna Skellefteå, Jokkmokk, Älvsbyn, Nederluleå och Överkalix.  Totalt uppgick arealen av dessa till 103 257 tunnland. Ägarförhållandena ändrades och 1916 var Aron Andersson majoritetsägare. Övriga delägare var då O. Enell och E. Häggbom.
År 1916 uppgick bolaget i AB Ytterstfors-Munksund.